# Dierl (Hückeswagen)
Dierl ist eine Hofschaft in Hückeswagen im Oberbergischen Kreis im Regierungsbezirk Köln in Nordrhein-Westfalen (Deutschland).

## Lage und Verkehrsanbindung
Dierl liegt im südlichen Hückeswagen am Rande der herangerückten Wohngebiete des Hauptorts oberhalb des Tals der Wupper. Nachbarorte sind neben Hückeswagen Hartkopsbever, Tannenbaum, Stahlschmidtsbrücke, Kobeshofen und Kleineichen.

## Geschichte
1494 wurde der Ort das erste Mal urkundlich erwähnt. Es heißt in dem Dokument: „Pfandschaft des Wilhelm von Plettenberg betr. Schloss, Herrlichkeit, Kirchspiel Hückeswagen, Nennung der Güter Dyrll u. Berchhuysen“. Die Schreibweise der Erstnennung war somit Dyrll. Die Karte Topographia Ducatus Montani aus dem Jahre 1715 zeigt einen Hof und bezeichnet diesen mit Thürl.
Im 18. Jahrhundert gehörte der Ort zum bergischen Amt Bornefeld-Hückeswagen. 1815/16 lebten 13 Einwohner im Ort. 1832 gehörte Dierl der Berghauser Honschaft an, die ein Teil der Hückeswagener Außenbürgerschaft innerhalb der Bürgermeisterei Hückeswagen war. Der laut der Statistik und Topographie des Regierungsbezirks Düsseldorf als Weiler kategorisierte Ort besaß zu dieser Zeit ein Wohnhaus und zwei landwirtschaftliche Gebäude. Zu dieser Zeit lebten 15 Einwohner im Ort, neun katholischen und sechs evangelischen Glaubens.
Im Gemeindelexikon für die Provinz Rheinland werden für 1885 ein Wohnhaus mit sieben Einwohnern angegeben. Der Ort gehörte zu dieser Zeit zur Landgemeinde Neuhückeswagen innerhalb des Kreises Lennep. 1895 besitzt der Ort ein Wohnhaus mit acht Einwohnern, 1905 ein Wohnhaus und sieben Einwohner.

## Sehenswürdigkeiten
Bei Dierl befindet sich eine frühmittelalterliche Ringwallanlage. Unterhalb Dierls an der Peterstraße befindet sich gegenüber dem Firmengebäude Beche & Grohs eine alte Bunkeranlage aus dem Zweiten Weltkrieg, in der die Arbeiter des Unternehmens Schutz vor Luftangriffen fanden. Die Anlage ist nicht öffentlich zugänglich.

## Wander- und Radwege
Folgende Wanderwege führen durch den Ort:
- Der Hückeswagener Rundweg ◯